# Romero Rock
Der Romero Rock (spanisch Islote Astrónomo Romero) ist eine 160 m hohe Klippe in der Gruppe der Duroch-Inseln vor der Nordküste der Trinity-Halbinsel im Norden des Grahamlands auf der Antarktischen Halbinsel.
Teilnehmer der 2. Chilenische Antarktisexpedition (1947–1948) benannten den Felsen nach dem chilenischen Astronomen Guillermo Romero González, der an Forschungsreise beteiligt war. Das Advisory Committee on Antarctic Names übertrug die Benennung 1964 in angepasster Form ins Englische.